# Södra Abborrtjärnen (Västra Fågelviks socken, Värmland)
Södra Abborrtjärnen är en sjö i Årjängs kommun i Värmland och ingår i Göta älvs huvudavrinningsområde.